# میراندا بیلی
میراندا بیلی (به انگلیسی: Miranda Bailey) یکی از شخصیت‌های اصلی سریال آناتومی گری است و چاندرا ویلسون این نقش را ایفا کرده‌است.